# Hebella calcarata
Hebella calcarata är en nässeldjursart som först beskrevs av Agassiz 1862.  Hebella calcarata ingår i släktet Hebella och familjen Hebellidae. Inga underarter finns listade i Catalogue of Life.